# Vicente Guerrero
Vicente Guerrero (ur. 10 sierpnia 1782 w Tixtla, zm. 14 lutego 1831 w Chilapie) – meksykański polityk i wojskowy (generał), bohater walk o niepodległość Meksyku.
Guerrero pochodził z mieszanego związku murzyńsko-indiańskiego (był zambosem). Karierę wojskową rozpoczął w 1810 r., kiedy to przywódca powstańców walczących z Hiszpanami – José Maria Morelos przydzielił go do rozwijania walki niepodległościowej na południowo-zachodnich wyżynach kraju. Po straceniu Morelosa w 1815 r. Guerrero nadal kontynuował walkę partyzancką. W 1821 r. połączył siły z Agustínem de Iturbide, razem z którym wydał tzw. Plan Iguala. Plan Iguala stał się manifestem programowym powstańców o wyraźnie konserwatywnym obliczu. Od tego momentu Hiszpanie odnieśli wiele porażek w starciach z powstańcami i zostali ostatecznie pokonani w 1821 r.
Guerrero po odzyskaniu niepodległości włączył się aktywnie w życie polityczne kraju. W marcu 1829 r. udało się mu się zdobyć urząd prezydenta kraju w wyniku spisku stronnictwa liberalnego, które obaliło prezydenta konserwatystów wybranego w wyborach w 1828 r. Jednak Guerrero miał większe zdolności wojskowe niż polityczne. Został ostatecznie obalony w wyniku puczu zorganizowanego przez Anasatasia Bustamantego i gen. Antonia Lópeza de Santa Annę (Santa Anna pomógł wcześniej Guerrero w zdobyciu władzy). Na stanowisku prezydenta zastąpił go wtedy José María Bocanegra. W czasie swojego krótkiego okresu urzędowania Guerrero doprowadził do zniesienia niewolnictwa i przyznania natychmiastowej wolności wszystkim niewolnikom. Spiskowcy po zamachu stanu przekupili garnizon miasta Meksyk i doprowadzili do pojmania Guerrera, a następnie do jego stracenia.